# Бая-Маре (аеропорт)
Міжнар́одний аероп́орт Марам́уреш (рум. Aeroportul Internațional Maramureș) (IATA: BAY, ICAO: LRBM) — невеликий міжнародний аеропорт у північно-західній частині Румунії. Розташований у місті Теуцій-Мегереуш у 10 км на захід від Бая-Маре в історичному регіоні Марамуреш.

## Авіалінії та напрямки (серпень 2022)
| Авіакомпанія      | Пункт призначення                   |
| ----------------- | ----------------------------------- |
| AirConnect        | Бухарест (з 17 жовтня 2022)         |
| Corendon Airlines | Сезонний чартер: Анталія            |
| HiSky             | Бове-Тільє Сезонний чартер: Хургада |
| TAROM             | Бухарест Сезонний чартер: Анталія   |

## Статистика
Див. джерело запитів Вікіданих та джерела.